# فورت پولک
فورت پولک (به انگلیسی: Fort Polk) یک شهرک در ایالات متحده آمریکا است که در لوئیزیانا واقع شده‌است.